# Amauronematus fasciatus
Amauronematus fasciatus är en stekelart som beskrevs av Friedrich Wilhelm Konow 1897. Amauronematus fasciatus ingår i släktet Amauronematus, och familjen bladsteklar. Arten är reproducerande i Sverige.